# Mason Gooding
Mason Cuba Gooding (* 14. November 1996 in Los Angeles, Kalifornien) ist ein US-amerikanischer Schauspieler, der vor allem durch seine Rolle des Andrew in der Hulu-Serie Love, Victor bekannt geworden ist.

## Leben
Gooding ist der Sohn von Sara Kapfer und dem Schauspieler Cuba Gooding junior. Gooding wuchs in Kalifornien auf und ging dort zur Schule. Nach seinem Abschluss besuchte er die Tisch School of the Arts Universität in New York, um dort unter anderem Psychologie zu studieren. Im Jahr 2016 gab er im Kurzfilm Godspeed sein Schauspieldebüt. Weitere kleine Auftritte wie unter anderem in der US-Serie The Good Doctor folgten. Größere Aufmerksamkeit bekam er 2019 im Netflix-Weihnachtsfilm Tage wie diese in der Rolle des Jeb.
Zu seiner bisher größten Rollen gehört die des Andrew in der Hulu-Serie Love, Victor, die er von Juni 2020 bis Juni 2022 verkörperte.
Sein älterer Bruder (* 1994) ist ebenfalls als Schauspieler tätig.

## Filmografie (Auswahl)
- 2016: Godspeed (Kurzfilm)
- 2017: Spring Street (Fernsehserie, Folge 1x09)
- 2018: Ballers (Fernsehserie, 3 Folgen)
- 2018: When Don Met Vicky (Kurzfilm)
- 2018: The Good Doctor (Fernsehserie, Folge 2x09)
- 2019: Booksmart
- 2019: Don’t Say No (Kurzfilm)
- 2019: Tage wie diese (Let It Snow)
- 2020: Everything’s Gonna Be Okay (Fernsehserie, 4 Folgen)
- 2020: Star Trek: Picard (Fernsehserie, Folge 1x05)
- 2020–2022: Love, Victor (Fernsehserie, 21 Folgen)
- 2022: Scream
- 2022: I Want You Back
- 2022: How I Met Your Father (Fernsehserie, Folge 1x05)
- 2022: Fall – Fear Reaches New Heights (Fall)
- 2023: Scream VI
- 2024: Y2K
- 2025: Heart Eyes – Der Pärchen-Killer (Heart Eyes)